# Das verratene Meer

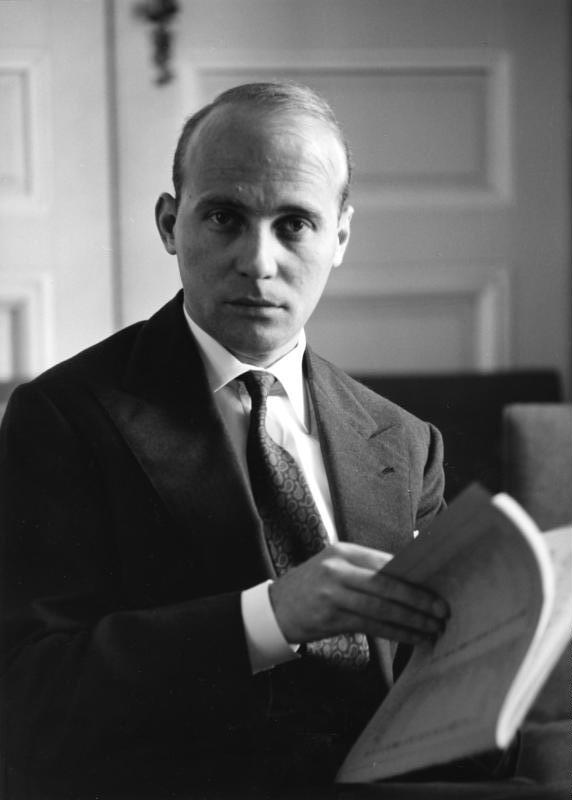
Hans Werner Henze

Das verratene Meer (Det förrådda havet) är en opera i två delar och 14 scener med musik av Hans Werner Henze och libretto av Hans-Ulrich Treichel efter Yukio Mishimas roman Sjömannen som föll i onåd hos havet (Gogo no eiko). Det var Henzes nionde opera och den tredje han skrev för Deutsche Oper Berlin.

## Historia
Yukio Mishimas kortroman saknar orientalisk exotism, utan tar i stället upp problemet med ungdomens känslomässiga utarmning. Romanen diskuterades flitigt i Tyskland under senare delen av 1980-talet. Henze fick beställning på operan av Deutsche Oper Berlin och den komponerades mellan 1986 och 1989. 5 maj 1990 uruppfördes den på Deutsche Oper i Berlin i regi av Götz Friedrich. Premiären i USA ägde rum på San Francisco Opera den 8 november 1991.

## Om operan
Henze använde sig inte av japanska melodicitat utan återskapade huvudpersonernas vardagsverklighet akustiskt med hjälp av såväl symfoniska som naturtrogna element, såsom gatularm och buller från pneumatiska hammare, tryckluftsborrar och bulldozrar.
De tre huvudpersonerna förknippas med tre helt skilda klangbilder: Fusako med stråkar, Ryuji med dissonanta harmonier för blåsinstrument och Noboru (sonen) med vad Henze kallar "pianolektionsmusik" kompletterad med slagverk.

## Personer
| Roller                                                              | Röstläge     | Premiärbesättning 5 maj 1990 Dirigent: Markus Stenz |
| ------------------------------------------------------------------- | ------------ | --------------------------------------------------- |
| Fusako Kuroda, en 33-årig änka, ägare till boutiquen Rex i Yokohama | sopran       | Stephanie Sundine/Beverly Morgan                    |
| Noboru, hennes 13-årige son, även kallad "Nummer 3"                 | tenor        | Clemens Bieber                                      |
| Ryuji Tsukazaki, andre styrman på fraktfartyget Rakuyo-Maru         | baryton      | Andreas Schmidt                                     |
| En passagerare                                                      | basbaryton   | Bruno Fath                                          |
| Nummer 1                                                            | barytone     | Martin Gantner                                      |
| Nummer 2                                                            | countertenor | David Knutson                                       |
| Nummer 4                                                            | baryton      | Ralf Lukas                                          |
| Nummer 5                                                            | basbaryton   | Friedrich Molsberg                                  |

## Handling
Boutiqueägarinnan Fusako är änka och bor i Yokohama tillsammans med sin 13-årige son Noboru. Hon förälskar sig i andrestyrmannen Ryuji Tsukazaki. Hennes son betraktar sjömannen som en havets hjälte. Men denne har tröttnat på sjömanslivet, friar till Fusako och begär avsked för att istället arbeta som klädförsäljare. Noboru, som är medlem av ett ungdomsgäng, har skrutit över Ryuji, men tvingas nu till sin besvikelse erkänna att denne inte är någon hjälte. Ungdomsgänget hatar föräldragenerationen och pratar om hur de skall kunna frigöra sig från sina fäder. I deras ögon är Ryuji en pultron. Ungdomarna, som tidigare har dömt en katt till döden och sedan plågat ihjäl den, sätter sig nu även till doms över Ryuji. Medan modern drömmer om ett lyckligt familjeliv, lockar ungdomarna Ryujo i ett bakhåll och verkställer det utdömda dödsstraffet.

## Inspelningar
- 2006: Gerd Albrecht dirigerade en japansk besättning (inklusive Mari Midorkawa som Fusako Kuroda; Tsuyoshi Mihara som Ryuji Tsukazaki) för Festspelen i Salzburg (live recording 26 augusti 2006) 2 CDs, Orfeo C794 092 I
- 2021: Simone Young dirigerar Wiener Staatsoper med Vera-Lotte Boecker som Fusako Kuroda; Bo Skovhus som Ryuji Tsukazaki; 2 CD, Capriccio C5460;[2].[3]